# Condado de Noble (Ohio)
O Condado de Noble é um dos 88 condados do estado americano de Ohio. A sede do condado é Caldwell, que é também a sua maior cidade. O condado tem uma área de 1048 km² (dos quais 14 km² estão cobertos por água), uma população de 14 058 habitantes, e uma densidade populacional de 14 hab/km² (segundo o censo nacional de 2000). O condado foi fundado em 1851. Foi o último condado dos atuais 88 condados do estado a ser criado.